# Philonthus nitidicollis
Philonthus nitidicollis är en skalbaggsart som först beskrevs av Lacordaire 1835.  Philonthus nitidicollis ingår i släktet Philonthus, och familjen kortvingar. Arten är reproducerande i Sverige.